# 戈爾孔達三號縣區 (伊利諾伊州波普縣)
戈爾孔達三號縣區（英語：Precincts (United States)）是位於美國伊利諾伊州波普縣的一個縣區。

## 地方資料
根據2010年美國人口普查的數據，戈爾孔達三號縣區的面積為1.52平方千米，當中陸地面積為1.46平方千米，而水域面積為0.06平方千米。當地共有人口726人，而人口密度為每平方千米477.63人。